# Forte T
Forte T (Fort Ti) è un film del 1953 diretto da William Castle.
È un film western statunitense con George Montgomery ambientato nel 1759 durante la guerra franco-indiana.

## Produzione
Il film, diretto da William Castle su una sceneggiatura un soggetto di Robert E. Kent, fu prodotto da Sam Katzman per la Esskay Pictures Corporation e girato nel ranch di Corriganville a Simi Valley, California, dal 16 febbraio al 4 marzo 1953. Fu realizzato in 3-D.

## Distribuzione
Il film fu distribuito con il titolo Fort Ti negli Stati Uniti nel maggio del 1953 al cinema dalla Columbia Pictures.
Altre distribuzioni:
- in Giappone il 1º luglio 1953
- in Danimarca il 5 ottobre 1953
- in Germania Ovest il 27 novembre 1953
- in Spagna il 4 gennaio 1954 (Madrid)
- in Finlandia l'8 gennaio 1954 (Linnake T)
- in Turchia nel febbraio del 1954 (Fedailer Kalesi)
- in Austria nel marzo del 1954
- in Svezia il 15 marzo 1954 (Fortet Ticonderoga)
- in Brasile (Ticonderoga, Forte da Coragem e Ticonderoga: O Forte da Vingança)
- in Grecia (To ohyron Ti den apanta)
- in Italia (Forte T)

## Critica
Secondo Leonard Maltin il film è un western di "ordinaria amministrazione" in cui l'unica nota di rilievo sarebbe rappresentata dall'uso delle "immagini tridimensionali".

## Promozione
Le tagline sono:
- YOU LIVE IT ALL! 3 DIMENSIONS!
- FROM THE FIRST KISS... TO THE LAST KILLING...YOU LIVE IT ALL IN 3-DIMENSIONS
- THE FIRST GREAT OUTDOOR EPIC OF AMERICA IN 3-DIMENSIONS